# زلاتكو بوليتش
زلاتكو بوليتش (بالصربية: Златко Болић) مواليد 6 فبراير 1974 في نوفي ساد، جمهورية صربيا الاشتراكية، هو لاعب كرة سلة صربي معتزل. بدأ مسيرته الاحترافية في سنة 1990. حمل الرقم 10. اعتزل اللعب في 2009. لعب مع نادي ريد ستار لكرة السلة وستراسبورغ أي جي.

## روابط خارجية
- زلاتكو بوليتش على موقع الاتحاد الدولي لكرة السلة (الإنجليزية)
- زلاتكو بوليتش على موقع الدوري الأوروبي لكرة السلة (الإنجليزية)
- زلاتكو بوليتش على موقع كرة السلة الأوروبية.كوم (الإنجليزية)
- زلاتكو بوليتش على موقع DraftExpress.com (الإنجليزية)
- زلاتكو بوليتش على موقع ريلجم (الإنجليزية)
- زلاتكو بوليتش على موقع بروبوليرز (الإنجليزية)
- زلاتكو بوليتش على موقع سبورتس رفرنس (الإنجليزية)